# DeAnna Priceová
DeAnna Marie Priceová (nepřechýleně Price; * 8. června 1993) je americká atletka, který soutěží především v hodu kladivem. Její osobní rekord je 78,24 m (Des Moines, 2019 – americký rekord).